# Socca

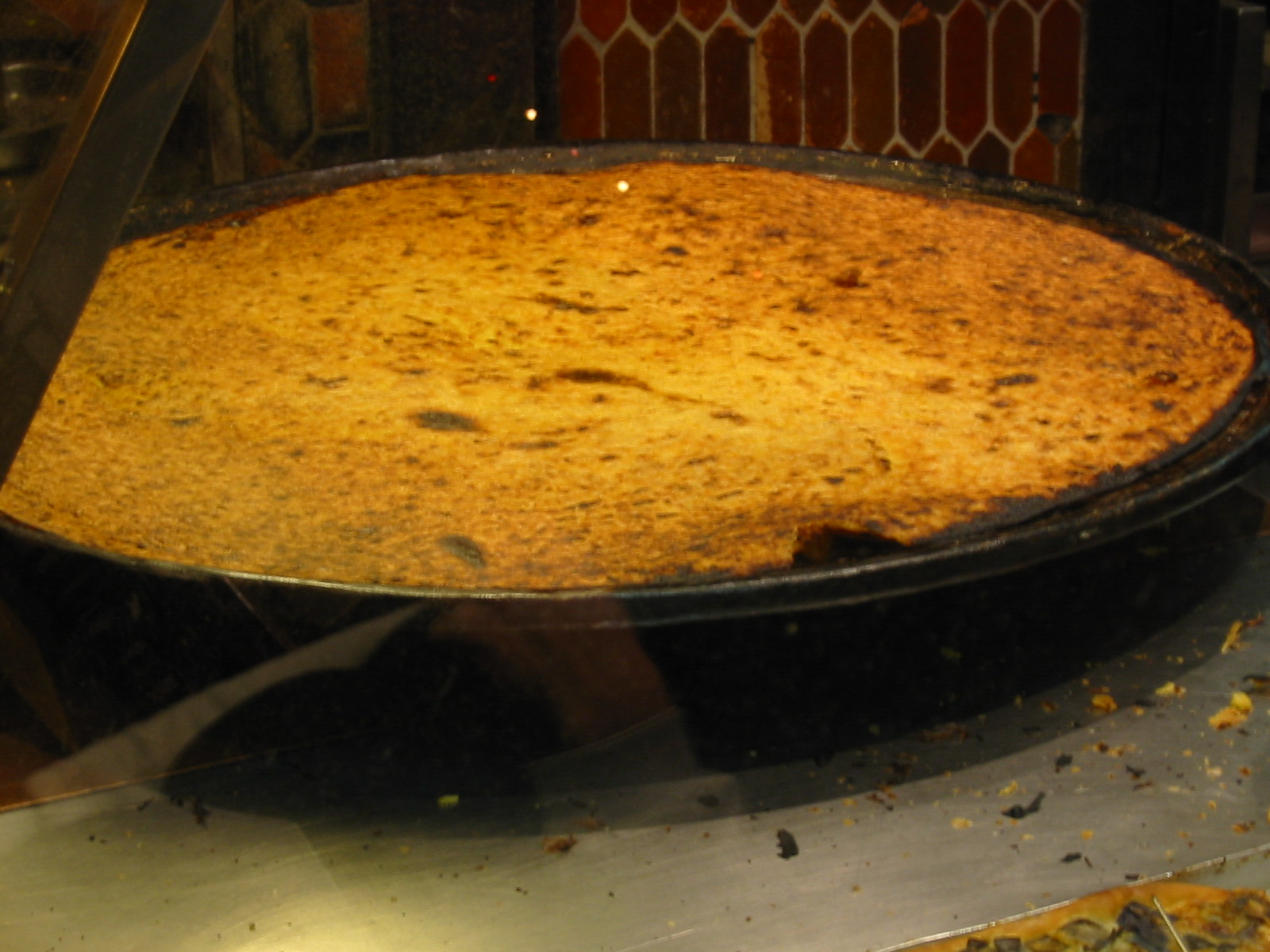
Socca en Niza.

La socca es una especialidad culinaria del sureste de Francia, particularmente de los alrededores de la ciudad de Niza. Sus ingredientes principales son harina de garbanzos y aceite de oliva, es muy similar a la farinata italiana y a la Fainá rioplatense. Se prepara en forma de crêpe extendida sobre un fondo metálico (cobre) de casi un metro de diámetro para ser puesta y cocinada en un horno, la socca se elabora con pimienta negra abundante y se suele comer bien caliente con los dedos.